# Élections législatives malaisiennes de 2008
Les élections législatives malaisiennes de 2008 se sont déroulées le 8 mars 2008.